# Eltham, New South Wales
Eltham är en ort i Australien. Den ligger i kommunen Lismore Municipality och delstaten New South Wales, i den sydöstra delen av landet, omkring 600 kilometer norr om delstatshuvudstaden Sydney. Orten hade 343 invånare år 2016. Namnet Eltham härrör från Eltham i England.
Närmaste större samhälle är Lismore, omkring 14 kilometer sydväst om Eltham. 
I omgivningarna runt Eltham växer i huvudsak städsegrön lövskog. Runt Eltham är det ganska tätbefolkat, med 80 invånare per kvadratkilometer. Genomsnittlig årsnederbörd är 1 776 millimeter. Den regnigaste månaden är januari, med i genomsnitt 298 mm nederbörd, och den torraste är oktober, med 39 mm nederbörd.